# AmigaOne

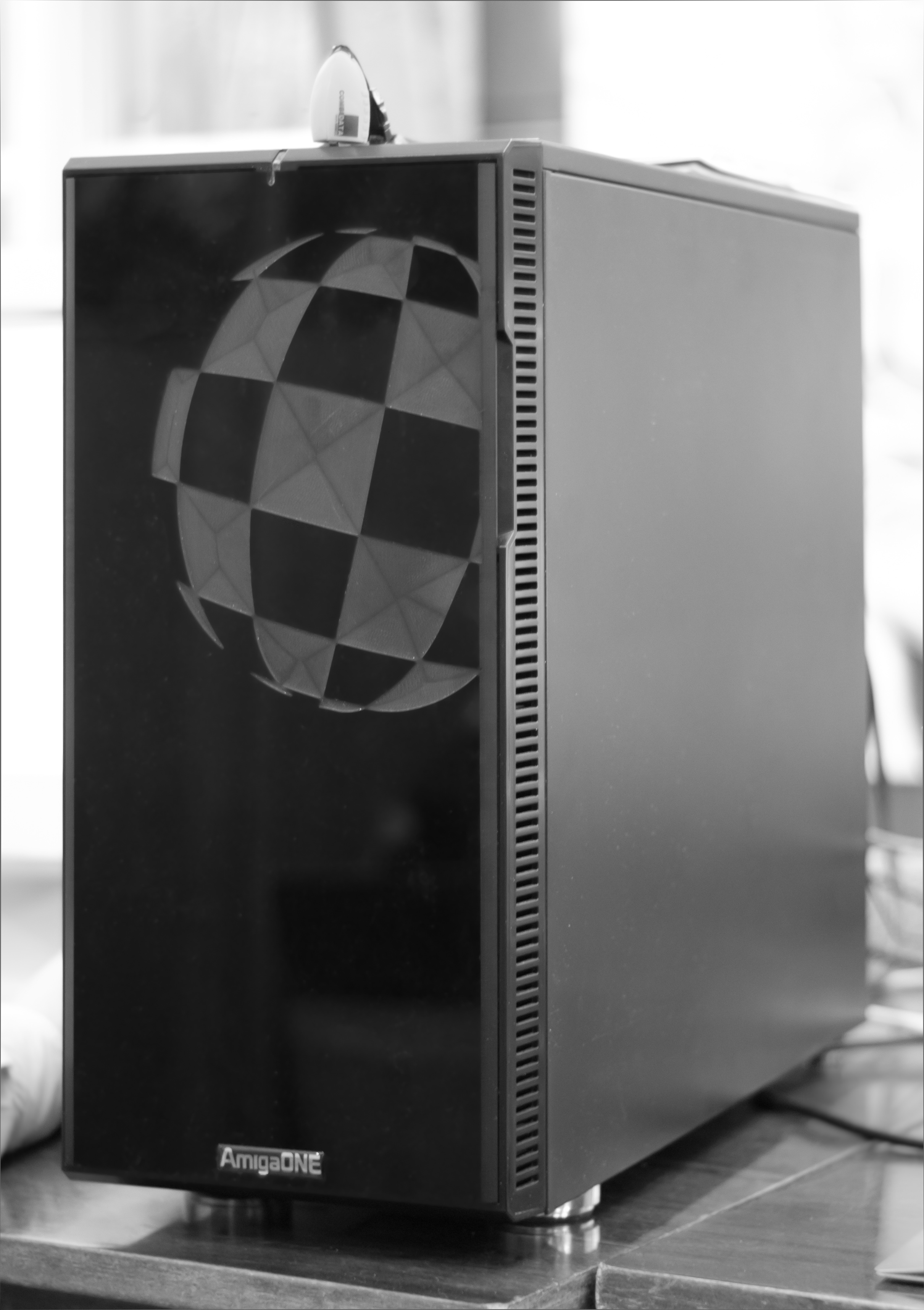
AmigaOne X1000 számítógép

Az AmigaOne egy AmigaOS 4 operációs rendszer futtatására képes számítógépmodell-sorozat neve, így az Amiga számítógépek utódjának, "új generációjának" tekinthető. Az eredeti, Commodore International által gyártott, Amiga-modellektől eltérően az AmigaOne számítógépek központi egységét PowerPC vagy azzal kompatibilis processzorok adják. A korai modelleket az Eyetech gyártotta, majd 2009 szeptemberétől a Hyperion Entertainment szerzett jogot a védjegy felett és azóta az A-EON Technology, illetve az ACube Systems közreműködésével gyártat komplett számítógépeket.

## Történet

### 2000–2005
A szoftverfejlesztő Hyperion Entertainment és a hardvergyártó Eyetech 2000-ben megkereste a védjeggyel kapcsolatos jogokat akkor birtokló Amiga Inc. céget, hogy AmigaOne (az első időszakbeli rövidítéssel: A1) néven az Amigák PowerPC-alapú új generációját fejlessze ki, mely képes az ún. Amiga Digital Environment (Amiga DE) futtatására. Az Amiga DE egy otthoni hálózatos képességekkel rendelkező processzor-független operációs rendszer lett volna, így futott volna PowerPC, x86, ARM, illetve MIPS architektúrákon is, míg a korábbi AmigaOS szoftverekkel nagyfokú kompatibilitást ígértek. 2001 őszére azonban az Amiga DE koncepciót felváltotta az AmigaOS 4. A tervezett új gép specifikációja az iMachez hasonló lett volna, azonban a meglévő amigák (Amiga 1200 és Amiga 4000) tulajdonosai számára is kínáltak továbblépési lehetőséget (upgrade) az alábbiak szerint:
- Buszbővítő kártya AT/ATX tápcsatlakozókkal, toronyba építhető kivitelben
- 6xPCI + 1xAGP foglalatok
- 2 foglalatban, összesen max. 512 MB SDRAM
- 1xZIF foglalat Macintosh-típusú PPC G3/G4 processzorkártyák fogadására
- egyedi PCI-kártya USB 1.0, UDMA/IDE/ATAPI és 10/100 Mbps ethernet csatlakozásokkal
- Matrox videókártya (opcionális)
- Creative EMU10K1-alapú hangkártya (opcionális)
- 10 GB merevlemez (HDD) (opcionális)
- CD/DVD-ROM (opcionális)
- 56k modem (opcionális)
- FireWire (opcionális)[7]

A fentieknek megfelelő hardvereket az Eyetech eredetileg az Escena GmbH bevonásával tervezte kifejleszteni és gyártatni, mely cégnek azonban nem sikerült határidőre eredményt felmutatnia, így 2002 márciusában szerződést bontottak vele.
A megoldás 2002 júliusától a Mai Logic lett, melynek már létezett "standalone" PPC alaplapja (Teron CX néven), így a korábbi Amiga modellek upgrade-jét ejtették, a Teron CX chipsetjét (benne a kulcsfontosságú Articia S északi hidat) pedig licencelték. Kétféle komplett konfigurációt hirdettek meg: egy belépőszintűt AmigaOneG3-SE és egy professzionálisabb és bővíthetőbb változatot AmigaOne-XE néven (részletes specifikációk alább a Modellváltozatoknál). A különbség a bővíthetőségen túl az alkalmazott processzor terén nyilvánult meg. A belépőszintű alaplapon beforrasztva volt beültetve egy PPC 750CXe (G3) processzor, míg az XE változatokban processzorfoglalatban (MegArray csatlakozó, mely fizikailag igen, de elektromosan nem azonos az Apple megoldásával), akár G3, akár G4 illeszthető volt.
2003 októberében mutatták be az először AmigaOne Lite névre keresztelt, majd Micro-A1-re átnevezett Mini-ITX formátumú alaplapot, otthoni, illetve ipari felhasználásra egyaránt, az utóbbi — beágyazott rendszereket célzó — változat azonban sosem került gyártásba. Az XE modellek 3+1 PCI és 1xAGP foglalataihoz képest a Micro-A1 egyetlen PCI csatlakozót és alaplapra integrált ATI Radeon 7000 (R100) videóvezérlőt tartalmaztak.
Az első időszakban minden alaplapot különféle Linux operációs rendszerekkel szállítottak, mivel a megcélzott AmigaOS 4 első, fejlesztőknek szánt előzetes kiadása (pre-release) csak 2004 folyamán jelent meg. 2005-ben aztán a chipset előállításáért felelős Mai Logic csődbe ment, így az AmigaOne alaplapok előállítása — mintegy 1500 darab legyártása után — leállt. Ezek után az Eyetech úgy döntött, hogy kivonul az Amiga-piacról és megmaradt készleteit eladta az AmigaKit-nek. Az AmigaOS 4 kiadása végül 2006 decemberéig húzódott, ekkortól használhatták ténylegesen az AmigaOne tulajdonosok az eredetileg tervezett célra és módon számítógépüket.

### 2009–jelen

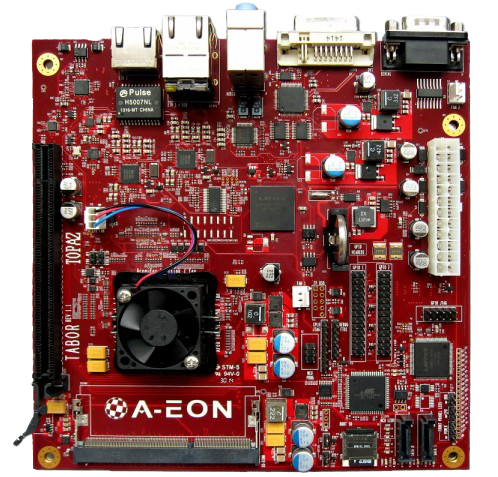
A1222 alaplap

2009 szeptember végén a Hyperion Entertainment peren kívül megegyezett az Amiga, Inc-cel az AmigaOS 4 tulajdonjogával, illetve az AmigaOne védjegy használatával kapcsolatos jogvitában. Az egyezség utat nyitott a Hyperion számára AmigaOne márkanév alatt újabb számítógépmodellek piacra dobására, melynek gyümölcseként 2010 januárjában az A-EON Technology bejelentette az új AmigaOne X1000 modellt, majd februárban a Hyperionnal kötött stratégiai partneri megállapodásukat. Az A-EON 2010 júniusában hozta nyilvánosságra, hogy partnerségi megállapodást kötött a Varisys Ltd. hardvergyártóval, melynek már volt egy Nemo elnevezésű PowerPC alaplapja. Az AmigaOS 4-et futtató AmigaOne prototípust először a Vintage Computer Fair keretében mutatták be 2010 június 21-én az angliai Bletchley Parkban, majd a 2011 folyamán "first contact" előrendeléseket kezdtek felvenni. Az első példányokat bétetesztelők kapták meg 2011 szeptemberében, a szélesebb körű értékesítés pedig a kedvező teszteredmények hatására 2012 januárjában indult meg. Az AmigaOne X1000 alaplap támogatása az AmigaOS4.1 update 5-ös változattól hivatalos.
2011 szeptemberében az olasz ACube Systems bemutatta a Sam460ex alaplapja köré épített AmigaOne 500 márkajelzésű komplett számítógép-modelljét. Az 1,15 GHz-es processzort, 2 GB DDR2 RAM-ot, 500 GB SATA merevlemezt és PCI Express csatlakozós Radeon HD 4650 videókártyát tartalmazó rendszert az AmigaOS 4 update 3-as verzióval szállították. 2011 októberében pletykák kezdtek terjedni arról, hogy a Hyperion AmigaOne márkanevű netbookot tervez piacra dobni 2012 folyamán, azonban 2013 júliusában vált hivatalossá, hogy jegelték a projektet.
A 2013 október 18-án megrendezésre került AmiWest szakkiállításon a brit A-EON Technology bejelentette új, "Cyrus Plus" kódnéven fejlesztett AmigaOne alaplapját, illetve közzétette ezzel kapcsolatosan bétatesztelői felhívását. A lapot a Freescale kétmagos QorIQ P5020 2 GHz-es processzora hajtja. A tervezett modellsorozat végleges elnevezésére a gyártó szavazást indított, melynek végeredményeként 2014. január 10-én az AmigaOne X5000/20, illetve a QorIQ P5040 processzorral szerelt modell esetén az AmigaOne X5000/40 megnevezés lett. Az X1000 modell leváltását szolgáló gép végül 2016 október elején került piacra 1900 eurós áron, melyet a gyártó részéről maga Trevor Dickinson jelentett be. Az X5000 modellek a korábbiaktól eltérően számos viszonteladótól elérhetővé váltak. A sajtó alapvetően pozitívan fogadta a specifikáció modernségét, "a valaha gyártott leggyorsabb Amigának nevezve", ugyanakkor "nagyon drágának" is értékelték a gépet, mely gyűjtők és különlegességre vágyók számára lehet érdekes.
2015 őszen került nyilvánosságra az eddigi két gyártó, a brit A-EON és az olasz ACube együttműködésében tervezett, "Tabor" kódnéven futó új alaplap fejlesztési projekt. A lap lelkét egy 1,2 GHz-en üzemelő QorIQ P1022 processzor fogja adni és mini-ITX kialakítású lesz, mellyel az árérzékenyebb vásárlói réteget kívánják megcélozni. Mivel a P1022 processzor több szempontból sem volt kompatibilis a korábban AmigaOne modellekben alkalmazottaktól, ezért a hardverfejlesztésen túl hosszas szoftverfejlesztés és tesztelés kezdődött. Az időközben A1222-Plus névre keresztelt alaplap gyártását csak 2024 elején kezdte meg az A-EON, az AmigaKit és a francia Amedia közös vállalata (Joint Venture) az ACube közreműködésével. A viszonteladóknál 1199 eurós áron kapható.

## Modellváltozatok
| Számítógép             | Gyártó           | Időtartam | Memória               | CPU                                     | Kártyahelyek száma                                                      | Merevlemez                        | Csatlakozók                  | Perifériák            | Operációs rendszer         | További információk                                                                                               |
| ---------------------- | ---------------- | --------- | --------------------- | --------------------------------------- | ----------------------------------------------------------------------- | --------------------------------- | ---------------------------- | --------------------- | -------------------------- | --- |
| AmigaOne SE            | Eyetech          | 2002–04   | Varies PC133 SDRAM    | 750CXe 600 MHz                          | 1× AGP 2× 1× 66 MHz PCI 3× 33 MHz PCI                                   | Ultra ATA/100                     | 10BASE-T/100BASE-TX Ethernet | 4× USB 1.1            | 4.0 or 4.1                 | ATX formátumú alaplap. Csak fejlesztők és bétatesztelők számára szállították.                                     |
| AmigaOne XE            | Eyetech          | 2003–04   | Varies PC133 SDRAM    | 750FX 800 MHz 7451 800 MHz 7455 933 MHz | 1× AGP 2× 1× 66 MHz PCI 3× 33 MHz PCI                                   | Ultra ATA/100                     | 10BASE-T/100BASE-TX Ethernet | 4× USB 1.1            | 4.0 or 4.1                 | ATX formátumú alaplap                                                                                             |
| Micro-A1 AmigaOne Lite | Eyetech          | 2004–05   | 256 MB PC133 SDRAM    | 750FX 800 MHz 750GX 800 MHz             | 1× 33 MHz PCI                                                           | Ultra ATA/100                     | 10BASE-T/100BASE-TX Ethernet | 4× USB 1.1            | 4.0 or 4.1                 | Mini-ITX formátumú alaplap Integrált Radeon 7000 32 MB (AGP 2×)                                                   |
| AmigaOne 500           | ACube Systems    | 2011-14   | 2 GB DDR2 SDRAM       | 460EX 1.15 GHz                          | 1× PCIe x16/x4 1× PCIe x1 1× 33 MHz PCI                                 | SATA2                             | Gigabit Ethernet             | 6× USB 2.0 1× USB 1.1 | 4.1                        | Komplett számítógép Sam460ex alaplappal Integrált Silicon Motion SM502 SATA 3512 vezérlő kártya (PCI)             |
| AmigaOne 500           | ACube Systems    | 2015      | 2 GB DDR2 SDRAM       | 460EX 1.10 GHz                          | 1× PCIe x16/x4 1× PCIe x1 1× 33 MHz PCI                                 | Provided via a PCI interface card | Gigabit Ethernet             | 6× USB 2.0 1× USB 1.1 | 4.1 Final Edition          | Komplett számítógép Sam460cr alaplappal SATA SiI3114 vezérlő kártya (PCI) Envy24HT hangkártya (PCIe x1)           |
| AmigaOne X1000         | A-EON Technology | 2012–15   | 2 or 4+ GB DDR2 SDRAM | PA6T 1.8 GHz                            | 2× PCIe x16 (1×16 or 2×8) 2× PCIe x1 2× 33 MHz PCI 1× Xorro             | SATA2 Ultra ATA/133               | Gigabit Ethernet             | 10× USB 2.0           | 4.1 Update 5               | Komplett számítógép, majd külön alaplapként is értékesítve Integrált "Xena" 500 MHz XCore XS1-L2 124 koprocesszor |
| AmigaOne X5000/20      | A-EON Technology | 2016-     | DDR3 SDRAM            | P5020 2.0 GHz                           | 1× PCIe 2.0 x16/x4 1× PCIe 2.0 x4 2× PCIe 2.0 x1 2× 33 MHz PCI 1× Xorro | SATA2                             | Gigabit Ethernet             | 8× USB 2.0            | 4.1 Final Edition          | Integrált "Xena" 500 MHz XCore XS1-L2 124 koprocesszor                                                            |
| AmigaOne A1222         | A-EON Technology | 2024      | DDR3 SDRAM            | P1022 1.2 GHz                           | 1× PCIe 2.0 x16/x4                                                      | SATA2                             | Gigabit Ethernet             | 4× USB 2.0            | 4.1 Final Edition Update 2 | |

## Operációs rendszer támogatás
- AmigaOS 4, mely a modellekkel szállított operációs rendszer.
- MorphOS, melynek AmigaOne 500 / SAM460ex hadver-támogatását 2012-ben jelentették be.[3] Az AmigaOne X5000 támogatása a MorphOS 3.10-es verziójától kezdődött.[4]
- Linux for PowerPC, mely bármilyen PPC-alapú gépen való használathoz készült.